# Neogeoscapheus hirsutus
Neogeoscapheus hirsutus är en kackerlacksart som först beskrevs av Shaw 1925.  Neogeoscapheus hirsutus ingår i släktet Neogeoscapheus och familjen jättekackerlackor. Inga underarter finns listade i Catalogue of Life.